# هاني حشاش
هاني عبد الله سليمان حشاش (3 كانون الأول/ديسمبر 1978 - 28 آب/أغسطس 2006)، هو فلسطيني وقيادي سياسي وعسكري في حركة فتح وُلدَ في مخيم بلاطة بنابلس شمال الضفة الغربية، بعد أن هجّرت عائلته عام 1948 من مدينة يافا، نشأَ هاني وترعرع في ظل أسرته وهو الابنُ الأكبر لهذه الأسرة والتي تتكوّن من الوالد والوالدة وأخوين وستِّ بنات.

## الحياة المُبكّرة
التحقَ هاني في المرحلة الأساسية التعليمية في مدرسة ذكور بلاطة وحتى المرحلة الإعدادية وكان من خيرة الطلاب حيث كان نشيطًا في دراسته وحسن المُعاملة مع الطلاب والمعلمين وكان مواظبًا على الصلاة وخاصه في مسجد مخيم بلاطة القديم كما تنقلُ بعض المصادر عنه.

## المسيرة النضاليّة

### البداية
بدأ مسيرته النضالية من خلال مشاركته مع زملائه الطلاب في عددٍ من الأعمال النضالية والجماهيرية عبر تنظيمِ التظاهرات والمسيرات والعمل التطوعي قبل أن يُصبح أحد أعضاء حركة فتح.

### الاعتقال
تعرّض هاني للاعتقال في فترة دراسته الإعدادية بتهمة «مقاومة الاحتلال والإخلال بأمن الدولة» حيثُ دام اعتقاله مدة ستّ أشهر قضاها في سجن مجدو. بعد انتهاء مدة محكوميته وخروجه من السجن؛ أكملَ تعليمه في المرحلة الثانوية وتطورت علاقته مع إخوانه المناضلين نن داخل المخيم وخارجه.

### المقاومة المُسلّحة
انضمّ هاني في وقتٍ لاحقٍ إلى كتائب شهداء الأقصى الذراع العسكري لحركة التحرير الوطني الفلسطيني (فتح)؛ حيث شاركَ وهو وزملاءه في العديدِ من الاشتباكات المُسلّحة التي دارت داخل المخيم وخارجه أهمّها اشتباكات حصلت على مقربةٍ من النقطة العسكرية الموجودة على جبل الطور واشتباكٌ آخر على شارع القدس.

## الاغتيال
اغتِيل هاني ورفيق دربه إبراهيم النيفا صباح يوم الثلاثاء الموافق لـ 28 آب/أغسطس من عام 2006 عندما اقتَحمت قوة تابعة للاحتلال وترتدي الزي المدني منزل إبراهيم الذي كان يتحصّن فيه هاني قبل أن يحصل اشتباكٌ استغرقَ أكثر من نصف ساعة استعانَ فيه الاحتلال بطائرة من نوع أباتشي وأكثر من ثلاثين جيبًا عسكريًا.
شيّعت جماهير مدينة نابلس والعديد من جماهير المحافظات الأخرى المختلفة في تشييع جثمانه.

## الحياة الخاصّة
تزوّج هاني في 8 نيسان/أبريل عام 2005 ورُزق بطفلٍ أسماه رياض قبل أن يُستَشهد بعد حوالي 70 يومًا من ميلاد ابنه.